# Tour de Turquie 2025
Pour un article plus général, voir Tour de Turquie.
La 60e édition du Tour de Turquie (nom officiel : Presidential Cycling Tour of Türkiye, en turc : Cumhurbaşkanlığı Bisiklet Turu) a lieu du 27 avril au 4 mai 2025, en Turquie, sur un parcours de 8 étapes. La course fait partie du calendrier UCI ProSeries 2025, le deuxième niveau mondial.

## Parcours
L'édition 2025 commence une nouvelle fois à Antalya, mais se conclut exceptionnellement à İzmir, et non à Istanbul comme les années précédentes. Les huit étapes sont courues en ligne, ne comptant donc aucun contre-la-montre. Le parcours totalise 1 150,6 km. Les moments clés de la course devraient se jouer lors des deux arrivées en altitude à Akyaka et la montée finale vers Kıran (4e étape) ainsi qu'à Selçuk avec l'ascension vers la Maison de la Vierge Marie (Meryemana Evi) (6e étape).

## Équipes
Vingt-deux équipes participent à la course, trois équipes World Tour, treize équipes Pro Teams et six équipes continentales.
| WorldTeams (3)- Alpecin-Deceuninck - Team Picnic-PostNL - XDS Astana Team ProTeams (13)- Lotto - Uno-X Mobility - Caja Rural-Seguros RGA - Equipo Kern Pharma - VF Group-Bardiani CSF-Faizanè - Burgos-Burpellet-BH - Team Polti VisitMalta - Unibet Tietema Rockets - Euskaltel-Euskadi - Solution Tech-Vini Fantini - Team Flanders-Baloise - Wagner Bazin WB - Team Novo Nordisk Équipes continentales (6)- Terengganu Cycling Team - Mazowsze Serce Polski - China Glory-Mentech Continental Cycling Team - Istanbul Büyükşehir Belediye Spor Türkiye - Spor Toto Cycling Team - Konya Büyükşehir Belediye Spor |
| |

## Étapes
| Étape     | Date    | Villes étapes      | type                      | Distance (km) | Vainqueur d'étape     | Leader du classement général |
| --------- | ------- | ------------------ | ------------------------- | ------------- | --------------------- | ---------------------------- |
| 1re étape | 27 avr. | Antalya – Antalya  | étape de plaine           | 132           | Simon Dehairs         | Simon Dehairs                |
| 2e étape  | 28 avr. | Kemer – Kalkan     | étape de moyenne montagne | 167,4         | Tibor Del Grosso      | Tibor Del Grosso             |
| 3e étape  | 29 avr. | Fethiye – Marmaris | étape vallonnée           | 175,9         | Lev Gonov             | Tibor Del Grosso             |
| 4e étape  | 30 avr. | Marmaris – Akyaka  | étape de montagne         | 115,4         | Wout Poels            | Wout Poels                   |
| 5e étape  | 1 mai   | Marmaris – Aydın   | étape de moyenne montagne | 151           | annulation de l'étape | Wout Poels                   |
| 6e étape  | 2 mai   | Selçuk – Selçuk    | étape de moyenne montagne | 156           | Harold Martín López   | Wout Poels                   |
| 7e étape  | 3 mai   | Selçuk – Çeşme     | étape vallonnée           | 144,2         |                       |                              |
| 8e étape  | 4 mai   | Çeşme – Izmir      | étape vallonnée           | 108,7         |                       |                              |

## Déroulement de la course

### 1reétape
| \| Classement de l'étape \| Classement de l'étape \| Classement de l'étape \| Classement de l'étape \| Classement de l'étape \| \| Coureur \| Coureur \| Pays \| Équipe \| Temps \| \| --------------------- \| --------------------- \| --------------------- \| --------------------- \| --------------------- \| \| 1er \| Simon Dehairs \| Belgique \| Alpecin-Deceuninck \| 2 h 51 min 04 s \| \| 2e \| Matteo Malucelli \| Italie \| XDS Astana Team \| + 0 s \| \| 3e \| Jules Hesters \| Belgique \| Team Flanders-Baloise \| + 0 s \| |                  |          |                       |                 |
| |                  |          |                       |                 |
| |                  |          |                       |                 |
| Classement de l'étape |                  |          |                       |                 |
| Coureur | Coureur          | Pays     | Équipe                | Temps           |
| 1er | Simon Dehairs    | Belgique | Alpecin-Deceuninck    | 2 h 51 min 04 s |
| 2e | Matteo Malucelli | Italie   | XDS Astana Team       | + 0 s           |
| 3e | Jules Hesters    | Belgique | Team Flanders-Baloise | + 0 s           |

| \| Classement général \| Classement général \| Classement général \| Classement général \| Classement général \| \| Coureur \| Coureur \| Pays \| Équipe \| Temps \| \| ------------------ \| ------------------ \| ------------------ \| --------------------- \| ------------------ \| \| 1er \| Simon Dehairs \| Belgique \| Alpecin-Deceuninck \| 2 h 50 min 54 s \| \| 2e \| Matteo Malucelli \| Italie \| XDS Astana Team \| + 4 s \| \| 3e \| Jules Hesters \| Belgique \| Team Flanders-Baloise \| + 6 s \| |                  |          |                       |                 |
| |                  |          |                       |                 |
| |                  |          |                       |                 |
| Classement général |                  |          |                       |                 |
| Coureur | Coureur          | Pays     | Équipe                | Temps           |
| 1er | Simon Dehairs    | Belgique | Alpecin-Deceuninck    | 2 h 50 min 54 s |
| 2e | Matteo Malucelli | Italie   | XDS Astana Team       | + 4 s           |
| 3e | Jules Hesters    | Belgique | Team Flanders-Baloise | + 6 s           |

### 2eétape
| \| Classement de l'étape \| Classement de l'étape \| Classement de l'étape \| Classement de l'étape \| Classement de l'étape \| \| Coureur \| Coureur \| Pays \| Équipe \| Temps \| \| --------------------- \| --------------------- \| --------------------- \| ---------------------- \| --------------------- \| \| 1er \| Tibor Del Grosso \| Pays-Bas \| Alpecin-Deceuninck \| 3 h 58 min 40 s \| \| 2e \| Giovanni Lonardi \| Italie \| Team Polti VisitMalta \| + 0 s \| \| 3e \| Lander Loockx \| Belgique \| Unibet Tietema Rockets \| + 0 s \| |                  |          |                        |                 |
| |                  |          |                        |                 |
| |                  |          |                        |                 |
| Classement de l'étape |                  |          |                        |                 |
| Coureur | Coureur          | Pays     | Équipe                 | Temps           |
| 1er | Tibor Del Grosso | Pays-Bas | Alpecin-Deceuninck     | 3 h 58 min 40 s |
| 2e | Giovanni Lonardi | Italie   | Team Polti VisitMalta  | + 0 s           |
| 3e | Lander Loockx    | Belgique | Unibet Tietema Rockets | + 0 s           |

| \| Classement général \| Classement général \| Classement général \| Classement général \| Classement général \| \| Coureur \| Coureur \| Pays \| Équipe \| Temps \| \| ------------------ \| ------------------ \| ------------------ \| ---------------------- \| ------------------ \| \| 1er \| Tibor Del Grosso \| Pays-Bas \| Alpecin-Deceuninck \| 6 h 49 min 34 s \| \| 2e \| Giovanni Lonardi \| Italie \| Team Polti VisitMalta \| + 4 s \| \| 3e \| Lander Loockx \| Belgique \| Unibet Tietema Rockets \| + 6 s \| |                  |          |                        |                 |
| |                  |          |                        |                 |
| |                  |          |                        |                 |
| Classement général |                  |          |                        |                 |
| Coureur | Coureur          | Pays     | Équipe                 | Temps           |
| 1er | Tibor Del Grosso | Pays-Bas | Alpecin-Deceuninck     | 6 h 49 min 34 s |
| 2e | Giovanni Lonardi | Italie   | Team Polti VisitMalta  | + 4 s           |
| 3e | Lander Loockx    | Belgique | Unibet Tietema Rockets | + 6 s           |

### 3eétape
| \| Classement de l'étape \| Classement de l'étape \| Classement de l'étape \| Classement de l'étape \| Classement de l'étape \| \| Coureur \| Coureur \| Pays \| Équipe \| Temps \| \| --------------------- \| --------------------- \| --------------------- \| --------------------------- \| --------------------- \| \| 1er \| Lev Gonov \| Russie \| XDS Astana Development Team \| 4 h 22 min 44 s \| \| 2e \| Lander Loockx \| Belgique \| Unibet Tietema Rockets \| + 0 s \| \| 3e \| Tibor Del Grosso \| Pays-Bas \| Alpecin-Deceuninck \| + 0 s \| |                  |          |                             |                 |
| |                  |          |                             |                 |
| |                  |          |                             |                 |
| Classement de l'étape |                  |          |                             |                 |
| Coureur | Coureur          | Pays     | Équipe                      | Temps           |
| 1er | Lev Gonov        | Russie   | XDS Astana Development Team | 4 h 22 min 44 s |
| 2e | Lander Loockx    | Belgique | Unibet Tietema Rockets      | + 0 s           |
| 3e | Tibor Del Grosso | Pays-Bas | Alpecin-Deceuninck          | + 0 s           |

| \| Classement général \| Classement général \| Classement général \| Classement général \| Classement général \| \| Coureur \| Coureur \| Pays \| Équipe \| Temps \| \| ------------------ \| ------------------ \| ------------------ \| --------------------------- \| ------------------ \| \| 1er \| Tibor Del Grosso \| Pays-Bas \| Alpecin-Deceuninck \| 11 h 12 min 14 s \| \| 2e \| Lev Gonov \| Russie \| XDS Astana Development Team \| + 4 s \| \| 3e \| Lander Loockx \| Belgique \| Unibet Tietema Rockets \| + 4 s \| |                  |          |                             |                  |
| |                  |          |                             |                  |
| |                  |          |                             |                  |
| Classement général |                  |          |                             |                  |
| Coureur | Coureur          | Pays     | Équipe                      | Temps            |
| 1er | Tibor Del Grosso | Pays-Bas | Alpecin-Deceuninck          | 11 h 12 min 14 s |
| 2e | Lev Gonov        | Russie   | XDS Astana Development Team | + 4 s            |
| 3e | Lander Loockx    | Belgique | Unibet Tietema Rockets      | + 4 s            |

### 4eétape
| \| Classement de l'étape \| Classement de l'étape \| Classement de l'étape \| Classement de l'étape \| Classement de l'étape \| \| Coureur \| Coureur \| Pays \| Équipe \| Temps \| \| --------------------- \| ----------------------- \| --------------------- \| --------------------- \| --------------------- \| \| 1er \| Wout Poels \| Pays-Bas \| XDS Astana Team \| 3 h 14 min 12 s \| \| 2e \| Harold Martín López \| Équateur \| XDS Astana Team \| + 19 s \| \| 2e \| Juan Guillermo Martínez \| Colombie \| Team Picnic-PostNL \| + 22 s \| |                         |          |                    |                 |
| |                         |          |                    |                 |
| |                         |          |                    |                 |
| Classement de l'étape |                         |          |                    |                 |
| Coureur | Coureur                 | Pays     | Équipe             | Temps           |
| 1er | Wout Poels              | Pays-Bas | XDS Astana Team    | 3 h 14 min 12 s |
| 2e | Harold Martín López     | Équateur | XDS Astana Team    | + 19 s          |
| 2e | Juan Guillermo Martínez | Colombie | Team Picnic-PostNL | + 22 s          |

| \| Classement général \| Classement général \| Classement général \| Classement général \| Classement général \| \| Coureur \| Coureur \| Pays \| Équipe \| Temps \| \| ------------------ \| ----------------------- \| ------------------ \| ------------------ \| ------------------ \| \| 1er \| Wout Poels \| Pays-Bas \| XDS Astana Team \| 14 h 26 min 30 s \| \| 2e \| Harold Martín López \| Équateur \| XDS Astana Team \| + 23 s \| \| 3e \| Juan Guillermo Martínez \| Colombie \| Team Picnic-PostNL \| + 28 s \| |                         |          |                    |                  |
| |                         |          |                    |                  |
| |                         |          |                    |                  |
| Classement général |                         |          |                    |                  |
| Coureur | Coureur                 | Pays     | Équipe             | Temps            |
| 1er | Wout Poels              | Pays-Bas | XDS Astana Team    | 14 h 26 min 30 s |
| 2e | Harold Martín López     | Équateur | XDS Astana Team    | + 23 s           |
| 3e | Juan Guillermo Martínez | Colombie | Team Picnic-PostNL | + 28 s           |

### 5eétape
La 5e étape du Tour de Turquie 2025 est annulée en raisons de fortes pluies persistantes.

### 6eétape
| \| Classement de l'étape \| Classement de l'étape \| Classement de l'étape \| Classement de l'étape \| Classement de l'étape \| \| Coureur \| Coureur \| Pays \| Équipe \| Temps \| \| --------------------- \| --------------------- \| --------------------- \| --------------------- \| --------------------- \| \| 1er \| Harold Martín López \| Équateur \| XDS Astana Team \| 3 h 32 min 55 s \| \| 2e \| Wout Poels \| Pays-Bas \| XDS Astana Team \| + 3 s \| \| 3e \| Johannes Kulset \| Norvège \| Uno-X Mobility \| + 11 s \| |                     |          |                 |                 |
| |                     |          |                 |                 |
| |                     |          |                 |                 |
| Classement de l'étape |                     |          |                 |                 |
| Coureur | Coureur             | Pays     | Équipe          | Temps           |
| 1er | Harold Martín López | Équateur | XDS Astana Team | 3 h 32 min 55 s |
| 2e | Wout Poels          | Pays-Bas | XDS Astana Team | + 3 s           |
| 3e | Johannes Kulset     | Norvège  | Uno-X Mobility  | + 11 s          |

| \| Classement général \| Classement général \| Classement général \| Classement général \| Classement général \| \| Coureur \| Coureur \| Pays \| Équipe \| Temps \| \| ------------------ \| ----------------------- \| ------------------ \| ------------------ \| ------------------ \| \| 1er \| Wout Poels \| Pays-Bas \| XDS Astana Team \| 17 h 59 min 22 s \| \| 2e \| Harold Martín López \| Équateur \| XDS Astana Team \| + 16 s \| \| 3e \| Juan Guillermo Martínez \| Colombie \| Team Picnic-PostNL \| + 58 s \| |                         |          |                    |                  |
| |                         |          |                    |                  |
| |                         |          |                    |                  |
| Classement général |                         |          |                    |                  |
| Coureur | Coureur                 | Pays     | Équipe             | Temps            |
| 1er | Wout Poels              | Pays-Bas | XDS Astana Team    | 17 h 59 min 22 s |
| 2e | Harold Martín López     | Équateur | XDS Astana Team    | + 16 s           |
| 3e | Juan Guillermo Martínez | Colombie | Team Picnic-PostNL | + 58 s           |

### 7eétape
| \| Classement de l'étape \| Classement de l'étape \| Classement de l'étape \| Classement de l'étape \| Classement de l'étape \| \| Coureur \| Coureur \| Pays \| Équipe \| Temps \| \| --------------------- \| --------------------- \| --------------------- \| --------------------- \| --------------------- \| |         |      |        |       |
| |         |      |        |       |
| |         |      |        |       |
| Classement de l'étape |         |      |        |       |
| Coureur | Coureur | Pays | Équipe | Temps |

| \| Classement général \| Classement général \| Classement général \| Classement général \| Classement général \| \| Coureur \| Coureur \| Pays \| Équipe \| Temps \| \| ------------------ \| ------------------ \| ------------------ \| ------------------ \| ------------------ \| |         |      |        |       |
| |         |      |        |       |
| |         |      |        |       |
| Classement général |         |      |        |       |
| Coureur | Coureur | Pays | Équipe | Temps |

### 8eétape
| \| Classement de l'étape \| Classement de l'étape \| Classement de l'étape \| Classement de l'étape \| Classement de l'étape \| \| Coureur \| Coureur \| Pays \| Équipe \| Temps \| \| --------------------- \| --------------------- \| --------------------- \| --------------------- \| --------------------- \| |         |      |        |       |
| |         |      |        |       |
| |         |      |        |       |
| Classement de l'étape |         |      |        |       |
| Coureur | Coureur | Pays | Équipe | Temps |

## Classements finals

### Classement général final
| \| Classement général \| Classement général \| Classement général \| Classement général \| Classement général \| \| Coureur \| Coureur \| Pays \| Équipe \| Temps \| \| ------------------ \| ------------------ \| ------------------ \| ------------------ \| ------------------ \| |         |      |        |       |
| |         |      |        |       |
| |         |      |        |       |
| Classement général |         |      |        |       |
| Coureur | Coureur | Pays | Équipe | Temps |

### Classements annexes finals
| Classement par points | Classement par points | Classement par points | Classement par points | Classement par points |
| Coureur               | Coureur               | Pays                  | Équipe                | Points                |
| --------------------- | --------------------- | --------------------- | --------------------- | --------------------- |

| Classement par points | Classement par points | Classement par points | Classement par points | Classement par points |
| Coureur               | Coureur               | Pays                  | Équipe                | Points                |
| --------------------- | --------------------- | --------------------- | --------------------- | --------------------- |

| Classement de la montagne | Classement de la montagne | Classement de la montagne | Classement de la montagne | Classement de la montagne |
| Coureur                   | Coureur                   | Pays                      | Équipe                    | Points                    |
| ------------------------- | ------------------------- | ------------------------- | ------------------------- | ------------------------- |

| Classement de la montagne | Classement de la montagne | Classement de la montagne | Classement de la montagne | Classement de la montagne |
| Coureur                   | Coureur                   | Pays                      | Équipe                    | Points                    |
| ------------------------- | ------------------------- | ------------------------- | ------------------------- | ------------------------- |

| Classement par équipes | Classement par équipes | Classement par équipes | Classement par équipes |
| Équipe                 | Équipe                 | Pays                   | Temps                  |
| ---------------------- | ---------------------- | ---------------------- | ---------------------- |

| Classement par équipes | Classement par équipes | Classement par équipes | Classement par équipes |
| Équipe                 | Équipe                 | Pays                   | Temps                  |
| ---------------------- | ---------------------- | ---------------------- | ---------------------- |

### Classement UCI
La course attribue des points au Classement mondial UCI 2025 selon le barème suivant :
| Position           | 1er | 2e  | 3e  | 4e  | 5e | 6e | 7e | 8e | 9e | 10e | 11e | 12e | 13e | 14e | 15e | 16e à 30e | 31e à 40e |
| Classement général | 200 | 150 | 125 | 100 | 85 | 70 | 60 | 50 | 40 | 35  | 30  | 25  | 20  | 15  | 10  | 5         | 3         |
| Par étape          | 20  | 10  | 5   |     |    |    |    |    |    |     |     |     |     |     |     |           |           |
| Leader, par étape  | 5   |     |     |     |    |    |    |    |    |     |     |     |     |     |     |           |           |

## Évolution des classements
| Étape              | Vainqueur           | Classement général | Classement par points | Classement de la montagne | Classement par équipes |
| ------------------ | ------------------- | ------------------ | --------------------- | ------------------------- | ---------------------- |
| 1                  | Simon Dehairs       | Simon Dehairs      | Simon Dehairs         | non-décerné               | Flanders-Baloise       |
| 2                  | Tibor Del Grosso    | Tibor Del Grosso   | Jon Aberasturi        | Vinzent Dorn              | XDS Astana             |
| 3                  | Lev Gonov           | Tibor Del Grosso   | Giovanni Lonardi      | Vinzent Dorn              | Unibet Tietema Rockets |
| 4                  | Wout Poels          | Wout Poels         | Giovanni Lonardi      | Ahmet Örken               | Euskaltel-Euskadi      |
| 5                  | étape annulée       | Wout Poels         | Giovanni Lonardi      | Ahmet Örken               | Euskaltel-Euskadi      |
| 6                  | Harold Martín López | Wout Poels         | Johannes Kulset       | Wout Poels                | Caja Rural-Seguros RGA |
| 7                  | Elia Viviani        | Wout Poels         | Giovanni Lonardi      | Wout Poels                | Caja Rural-Seguros RGA |
| 8                  | Matteo Malucelli    | Wout Poels         | Giovanni Lonardi      | Wout Poels                | Caja Rural-Seguros RGA |
| Classements finals | Classements finals  | Wout Poels         | Giovanni Lonardi      | Wout Poels                | Caja Rural-Seguros RGA |